# Contemporary Noise Ensemble
Contemporary Noise Ensemble — польский джазовый ансамбль, основанный в 2006 году братьями Капса. Сами музыканты описывают свой стиль, как «энергичный джаз», но считают, что, вследствие разнообразия звучания, стиль не может быть определён однозначно.

## История
Братья Бартек (ударные) и Куба Капса (фортепиано), основатели группы, изначально называвшейся Contemporary Noise Quintet (соответственно количеству участников), ранее были известны как создатели эмокор-коллектива Something Like Elvis. В состав группы также вошли саксофонист Томаш Глацик, трубач Войтек Яхна, басист Павел Уровски и гитарист Камил Патер, присоединившийся в ноябре 2006 года. Впоследствии в ансамбле появился Патрик Вецлавек, заменивший Павла Уровски.
Дебютный альбом Contemporary Noise Quintet «Pig Inside the Gentleman» увидел свет в 2006 году и получил благоприятные отзывы критиков:
CNQ сразу же склоняются к обладанию своей собственной музыкальной идеей, которая не только привлекательна, но и безупречно реализована. Один из лучших польских релизов 2006 года.Пётр Левандовский, PopUp Magazine
Джазовая музыка без джаза, саундтрек без фильма, но вместо этого - что-то потрясающее! Несмотря на то, что название группы подразумевает шум, CNQ могут стать открытием для каждого. Красивое, жёсткое, романтичное фортепиано вступает в диалог с духовыми. Простые и сверхэмоциональные композиции, ведущие к кульминации, которая повергает в трепет...Бартек Чацински
Contemporary впечатляют зрелостью и классом. Здесь есть и элегантность, и энергия панк-рока...Diggin the Shelf
В 2008 году вышли два альбома, первый из которых, «Theatre Play Music» был записан в составе квартета и выпущен под именем Contemporary Noise Quartet. В него вошла музыка к театральной пьесе «Любовь прощает всех вас», поставленной режиссёром Пшемиславом Войцишеком на сцене варшавского театра. Другой релиз 2008 года назывался «Unaffected Thought Flow» и стал первым альбомом группы, выпущенным в составе секстета.
В 2010 году «Pig Inside the Gentleman» был переиздан на виниле.
Вышедший в 2011 году «Ghostwriter's Joke» стал последним альбомом коллектива перед бессрочным творческим отпуском. В 2015 году Куба Капса основал камерный ансамбль, в котором совмещает обязанности композитора, пианиста и художественного руководителя. Ансамбль Kuba Kapsa Ensemble работает в стиле, близком к академическому минимализму с элементами джаза. Также музыкант выпускает сольные альбомы.
По состоянию на 2022 год музыканты сохраняют базовое название Contemporary Noise, периодически выступая в различных составах с соответствующим числительным на конце — например, Contemporary Noise Duo и Contemporary Noise Trio.

## Дискография
- Pig Inside the Gentleman (2006)
- Theatre Play Music (2008)
- Unaffected Thought Flow (2008)
- Ghostwriter's Joke (2011)
- An Excellent Spiritual Serviceman (2022)
- Lost Pigs And Abandoned Gentlemen (2024)